# Holy
Holy es el séptimo álbum de estudio de la banda alemana de heavy metal U.D.O., publicado en 1999 por Breaker Records, sello discográfico fundado por Udo Dirkschneider. Antes de iniciar la grabación se contrató a Igor Gianola en reemplazo de Jürgen Graf, que junto con Stefan Schwarzmann se retiraron después de terminar la gira del álbum anterior. Como no encontraron a tiempo a un sustituto de Schwarzmann, la batería fue registrada por un músico desconocido y en los créditos respectivos figura como «adivina quién».
Por otro lado, el álbum alcanzó el puesto 96 en la lista alemana Media Control Charts un par de semanas después de su lanzamiento.

## Lista de canciones
Todas las canciones escritas por Udo Dirkschneider y Stefan Kaufmann

| N.º | Título                    | Duración |  |
| 1.  | «Holy»                    | 4:56     |  |
| 2.  | «Raiders of Beyond»       | 4:11     |  |
| 3.  | «Shout It Out»            | 4:55     |  |
| 4.  | «Recall the Sin»          | 4:36     |  |
| 5.  | «Thunder in the Tower»    | 5:04     |  |
| 6.  | «Back Off»                | 3:03     |  |
| 7.  | «Friends Will Be Friends» | 3:33     |  |
| 8.  | «State Run Operation»     | 3:51     |  |
| 9.  | «Danger»                  | 3:23     |  |
| 10. | «Ride the Storm»          | 3:58     |  |
| 11. | «Cut Me Out»              | 3:59     |  |

| Pistas adicionales en la versión aniversario de 2012 |                                  |          |  |
| N.º                                                  | Título                           | Duración |  |
| 12.                                                  | «Holy» (en vivo)                 | 5:20     |  |
| 13.                                                  | «Raiders of Beyond» (en vivo)    | 4:15     |  |
| 14.                                                  | «Shout it Out» (en vivo)         | 8:30     |  |
| 15.                                                  | «Thunder in the Tower» (en vivo) | 4:51     |  |
| 16.                                                  | «Recall the Sin» (versión demo)  | 4:29     |  |

## Músicos
- Udo Dirkschneider: voz
- Stefan Kaufmann: guitarra eléctrica
- Igor Gianola: guitarra
- Fitty Wienhold: bajo
- «Adivina quién»: batería

Músicos invitados
- Frank Knight: coros en «Holy», «Thunder in the Tower», «State Run Operation» y pequeño discurso en «Holy»
- Marcus Bielenberg: coros en «Shout It Out»